# Plouharnel
Plouharnel is een gemeente in het Franse departement Morbihan (regio Bretagne). De gemeente maakt deel uit van het arrondissement Lorient. De gemeente telde 2.272 inwoners op 1 januari 2022.

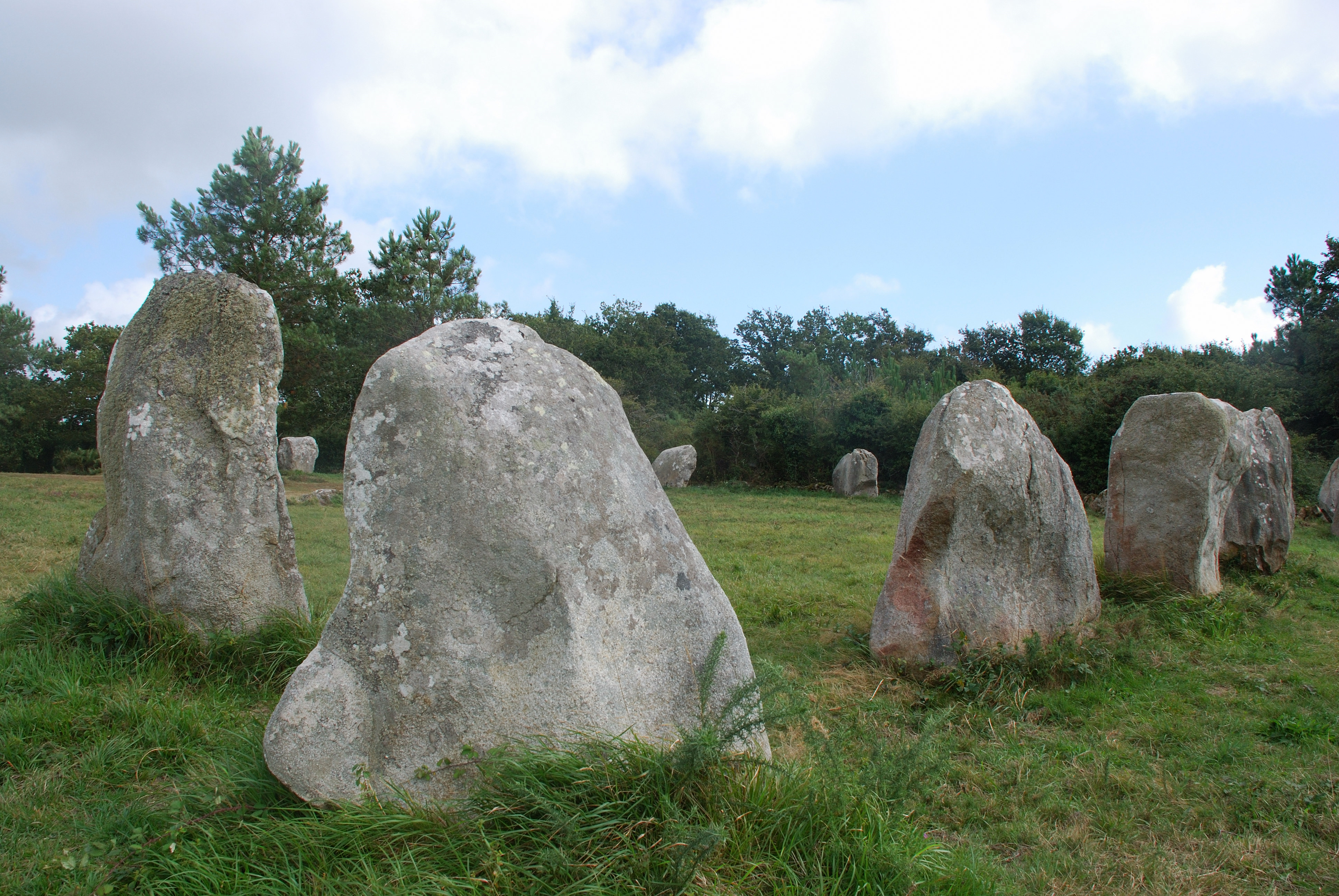
Cromlech de Crucuno

## Geografie
De oppervlakte van Plouharnel bedroeg op 1 januari 2022 18,32 vierkante kilometer; de bevolkingsdichtheid was toen 124 inwoners per km². De gemeente is een kustpaats aan de Baai van Quiberon aan de zuidkust van Bretagne. Naar het oosten ligt Carnac, bekend van de megalithische monumenten uit de steentijd. In Plouharnel zijn ook dolmens e.d. te vinden.

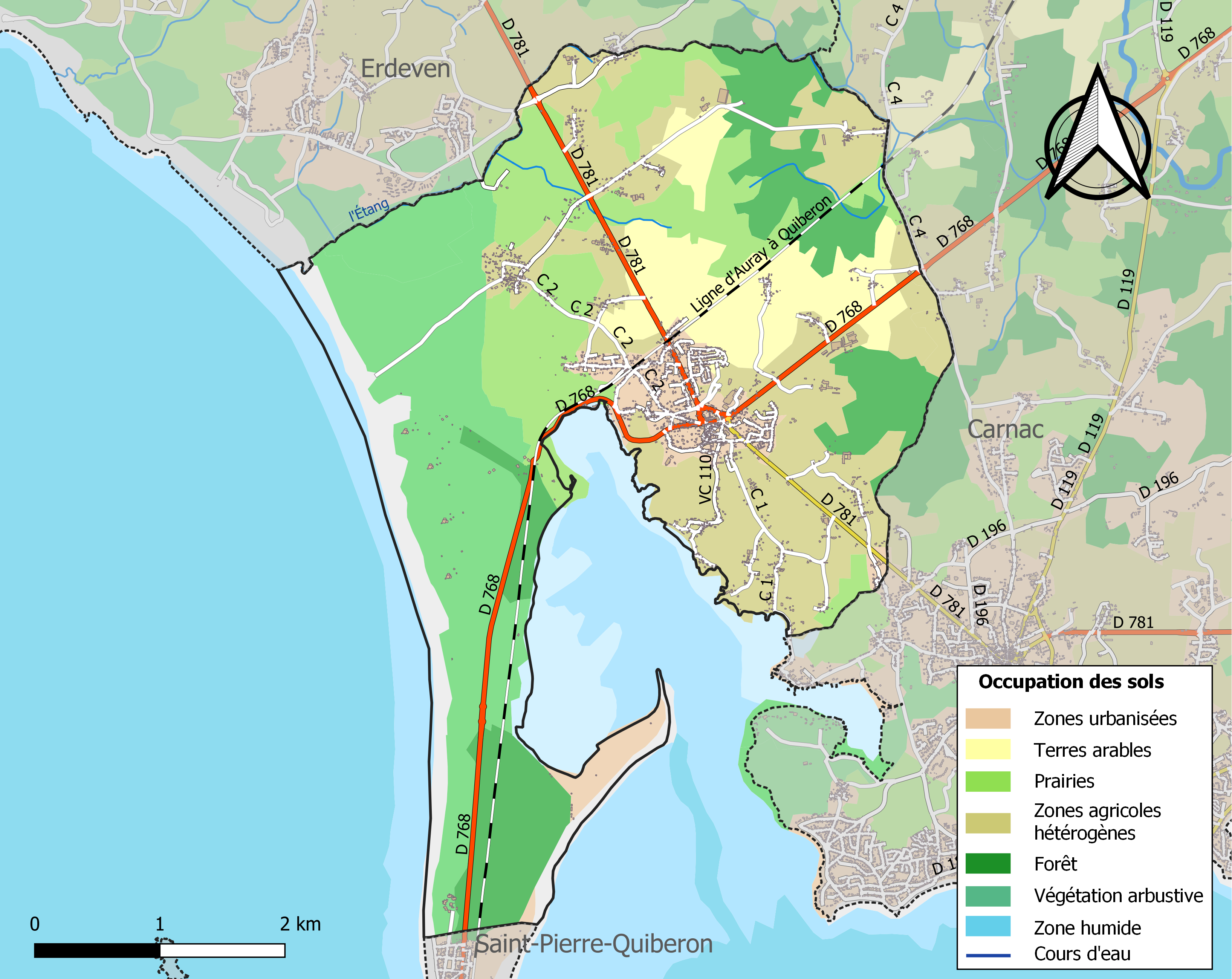
Kaart van de gemeente met de belangrijkste infrastructuur, bodemgebruik en omliggende gemeenten

## Verkeer
In de gemeente ligt het spoorwegstation Plouharnel-Carnac en de spoorweghalte Les Sables Blancs.

## Demografie
Onderstaande figuur toont het verloop van het inwonertal (bron: INSEE-tellingen).